# Цивилне жртве НАТО бомбардовања Југославије
Број цивилних жртава у НАТО бомбардовању Савезне Републике Југославије још увек није прецизно утврђен, а досадашње процене варирају у зависности од извора. Према српским изворима од последица НАТО бомбардовања погинуло је између 1200 и 4000 цивила (најчешће се наводи око 2500) Према тврдњама Хјуман Рајтс Воч-а погинуло је између 489 и 528 цивила. Ове су цифре прилично непоуздане, јер држава Србија до данас није објавила званичан списак својих погинулих грађана, нити се из ових објава може закључити колико је погинуло Срба, а колико Албанаца. Фонд за хуманитарно право је објавио поименични списак страдалих током бомбардовања, према коме је погинуло 754 особе од НАТО бомбардовања (збирно цивили и војници, Срби, Албанци и остали); 6.601 албански цивил убијен од стране српских оружаних снага, 464 неалбанска цивила су убијена од стране ОВК; а у војним сукобима ОВК и снага Србије страдало је 1.204 припадника ОВК и 559 припадника српске војске и полиције. Међу погинулим цивилима било је најмање 81 дете.
Од последица бомбардовања је теже и лакше је повређено око 6.000 цивила, међу њима 2.700 деце.

## Напади са највише погинулих
Највише погинулих цивила било је у нападима на колоне албанских избеглица код Ђаковице 14. априла (75) и у Кориши код Призрена 14. маја (87), затим у нападу на аутобус код места Лужане 1. маја (60), у Сурдулици 27. априла (20) и 31. маја (20), у бомбардовању зграде РТС-а у Београду 23. априла (16), у Нишу током бомбардовања касетним бомбама 7. маја (16), у нападу на путнички воз у Грделичкој клисури 12. априла (13), у Алексинцу 5. априла (12), у Новом Пазару 31. маја (11) и у Варварину 30. маја (10).

## Последице након бомбардовања
Од завршетка НАТО бомбардовања до 2006. на територији Србије и Црне Горе је од касетних бомби погинуло 6 особа, док је 12 рањено.
Августа 2012. на Копаонику су погинули подофицири Војске Србије Славиша Марковић и Небојша Милић, који су код Панчићевог врха чистили терен од експлозивних направа заосталих из НАТО бомбардовања.
Непуне две седмице након тога, на истом месту погинуо је и деминер Раде Алимпијевић.
У Србији се до 1999. регистровало између 15.000 и 20.000 нових случајева рака, да би тај број већ 2004. достигао цифру од 30.000 нових болесника.. 2015. године објављено је да је Србија прва земља у Европи по смртности од малигних тумора. Проф. др Слободан Чикарић, онколог и председник Друштва Србије за борбу против рака сматра да је пораст броја оболелих и умрлих од рака последица НАТО бомбардовања, током којег је на Србију бачено 15 тона осиромашеног уранијума.
Четири локације на територији Републике Србије (без Косова и Метохије, где је број локација знатно већи) су контаминиране осиромашеним ураном након НАТО бомбардовања 1999, а деконтаминиране су тек 2007. У Србији се до 1999. регистровало између 15.000 и 20.000 нових случајева канцера, да би тај број већ 2004. достигао цифру од 30.000 нових болесника, што се једним делом може повезати и са контаминацијом након бомбардовања

Проф. др Слободан Чикарић, онколог и председник Друштва Србије за борбу против рака, у истраживању објављеном у тексту „Злочини у рату – геноцид у миру“ чији је био коаутор, објављеном у децембру 2012. године износи забрињавајуће податке о здравственим последицама НАТО бомбардовања Србије;
| „ | После 13 година од завршетка бомбардовања, уран је у потпуности манифестовао своје постојање. Тако се у периоду од 2001-2011 број оболелих од карцинома повећао за 20%, а смртност од болести рака (пре свега леукемије и лимфних жлезда, које у мирно време нису прелазиле 5% од укупног броја малигних тумора) – повећан је за 25%(!) То јест, током десет година, обољења леукемије и лимфних жлезда повећана су за 110%, а њихова смртност повећана је за 118%. Средњи годишњи раст тих обољења износи око 11%, а смртност је повећана на 12%. Експанзија леукемије и тумора лимфних жлезди почела је 2006. године, то јест 7,5 година по завршетку бомбардовања. Број малигних обољења неумољиво ће расти. Већ 2013. године очекује се да ће на територији Србије (не рачунајући Космет), од злоћудних тумора оболети 40 хиљада људи а трагичан крај очекује 22-23 хиљаде људи. То је 3 000 више оболелих и 1-2 хиљаде више умрлих у поређењу са 2010. годином. | ” |

## Реакције
Многе међународне организације за заштиту људских права осуђивале су НАТО због напада на цивиле у току бомбардовања СР Југославије. Амнести интернашонал је нарочито осуђивао бомбардовање путничког воза на мосту у Грделичкој клисури као и бомбардовање зграде РТС-а, које је окарактерисао као ратни злочин. Према извештају Хјуман Рајтс Воч-а, у току НАТО бомбардовања СР Југославије десило се „деведесет одвојених инцидената“ у којима је дошло до погибија цивила.
Новинска агенција Танјуг је 5. јуна 1999. објавила хронологију страдања цивила у НАТО бомбардовању СР Југославије под називом „Хронологија злочина и бешчашћа НАТО“.
Министарство спољних послова СР Југославије, објавило је јула 1999. „Белу књигу НАТО злочина у Југославији“ са документима и доказима о цивилним жртвама у току НАТО бомбардовања.

## Одговорност
Иако је Међународни кривични трибунал за бившу Југославију успоставио у мају 1999. године комитет са циљем одређивања да ли је било прекршаја међународног закона током НАТО бомбардовања, ово није резултовало озбиљном истрагом која би утврдила одговорност НАТО-а.